# Dyirbal
Dyirbal är ett australiskt språk som talades av 40 personer år 1983. Dyirbal talas i Queensland. Dyirbal tillhör de pama-nyunganska språken.